# Pedro Rico López
Pedro Rico López (Madrid, 1888 - Ais de Provença, 1957) va ser un advocat i polític republicà espanyol, alcalde de Madrid en dues ocasions (1931-1934 i 1936).

## Inicis en la política
Va estudiar Dret en la Universitat Central de Madrid, on es va llicenciar el 1910. D'ideologia antimonàrquica, va ser un dels fundadors de la Joventut Escolar Republicana. Posteriorment va formar part del Partit Republicà Democràtic Federal, abans de ser un dels organitzadors de l'Acció Republicana de Manuel Azaña.

## Alcalde de Madrid (primera etapa)
Va ser proposat pel seu partit com a candidat per Madrid en la candidatura de la Conjunció Republicano-Socialista per a les transcendentals eleccions del 12 d'abril de 1931 (que van portar a la renúncia a la Prefectura de l'Estat d'Alfons XIII i la proclamació de la II República). Rico va obtenir el lloc de regidor pel conservador districte de Buenavista (on encara que fou el candidat de la Conjunció menys votat, dels tres presentats, va obtenir 9.905 vots per 6.299 del primer candidat monàrquic, l'antic alcalde de Madrid, Fernando Suárez de Tangil y Angulo, comte de Vallellano). El seu caràcter popular i la seva proximitat a les organitzacions obreres socialistes li van portar al fet que dia 15 fos escollit alcalde per la corporació municipal (les eleccions havien atorgat trenta regidors a la conjunció republicà-socialista, repartits a parts iguals entre socialistes i republicans, i vint als monàrquics; l'alcalde era escollit per votació entre els regidors de l'ajuntament). Va exercir el càrrec d'alcalde fins al 6 d'octubre de 1934, quan les autoritats locals pertanyents a partits d'esquerra van ser destituïdes després dels successos revolucionaris d'Astúries i Catalunya.

## Diputat i dirigent polític
A les eleccions generals espanyoles de 1931 va formar part de la candidatura per la circumscripció de Madrid capital de nou per la coalició republicà-socialista, dins del contingent corresponent a Acció Republicana, el partit de Manuel Azaña, obtenint l'escó. Va obtenir 124.227 vots, el quart candidat més votat de la circumscripció madrilenya.
Amb un ampli sobrepès, Rico va ser molt popular a Madrid. Com a alcalde, fou l'encarregat de rebre la Casa de Campo, fins llavors patrimoni reial, cedida al poble de Madrid pel govern provisional de la República de mans d'Indalecio Prieto, ministre d'Hisenda (1 de maig de 1931). També va organitzar el festeig inaugural de la plaça de toros de las Ventas, presidida pel president de la República, Niceto Alcalá Zamora, amb la finalitat de recaptar fons per a obrers aturats de la ciutat (17 de juny de 1931). El seu mandat va estar enfocat a resoldre els problemes socials de la ciutat, reduint l'atur, millorar l'ensenyament i aconseguir habitatges per a les classes proletàries. Va col·laborar amb el ministre d'Obres Públiques, Indalecio Prieto en la prolongació de la Passeig de la Castellana, la construcció dels Nous Ministeris i el pla de reforma de la ciutat proposat per Zuazo i Jansen, el qual amb prou feines va poder iniciar-se. També es va encarregar de la prolongació del carrer Serrano, la construcció d'una estació depuradora d'aigües residuals i la construcció de diversos carrers de l'Eixample de Madrid.
Malgrat la seva proximitat a les organitzacions obreres, Rico pertanyia a l'ala dreta d'Acció Republicana. En l'elecció del consell nacional del partit de setembre de 1931, Rico va perdre el seu lloc de conseller, la qual cosa ha estat interpretat pels historiadors com una derrota de l'ala dreta del partit a la qual Rico pertanyia. Al maig de 1934, Rico es va unir al Partit Radical Demòcrata, recentment format per Martínez Barrio, en el qual van agrupar els radicals disconformes amb la col·laboració amb la CEDA. Els radical demòcrates serien un dels grups que crearien posteriorment Unió Republicana. Després de la creació d'aquest últim partit, al desembre de 1934, Pedro Rico va ser escollit membre del seu comitè executiu nacional.
El 1936, Rico es presentà a les eleccions de febrer com a representant d'Unió Republicana dins les llistes del Front Popular per la província de Còrdova, obtenint acta de diputat.

## Alcalde de Madrid (segona etapa)
En accedir el Front Popular al poder, va ser reposat en l'alcaldia (20 de febrer). No obstant això, una vegada esclatada la Guerra Civil, malgrat declaracions triomfalistes, la seva gestió va ser un fracàs, ja que es va veure incapaç de garantir el proveïment, ja que l'ordre públic amb prou feines es va mantenir. En arribar novembre i anar-se apropant les columnes franquistes, va participar en els mítings en els quals es cridava a la resistència, animant als madrilenys i arribant a afirmar que moriria abans que sortir de la ciutat.
No obstant això, en fugir el govern de Largo Caballero a València el dia 6 de novembre, Pedro Rico es va unir a la comitiva governamental, fugint de la ciutat assetjada (es tracta de l'episodi bèl·lic conegut com a batalla de Madrid), després de signar un decret en el qual delegava l'alcaldia en el tinent d'alcalde «per haver d'absentar-me d'aquesta ciutat per exercir una missió que m'ha estat confiada pel Front Popular». No obstant això, milicians anarquistes de la columna de Del Rosal, controlaven Tarancón (Conca), per on passa la carretera a València. Encara que els primers cotxes, on anava Largo Caballero, van passar per la localitat sense impediment, quan els milicians s'adonaren que era tot el govern el que es dirigia a València, van ordenar parar als cotxes i fer sortir als seus ocupants. Els ministres membres de la CNT Juan López i Joan Peiró i Belis van ser obligats a tornar a Madrid, igual que l'alcalde, que com a tal havia de romandre amb els seus conciutadans. La resta de la comitiva, després d'una tibant escena i consultes amb la prefectura llibertària, ja que els anarquistes amenaçaven d'afusellar-los, va ser autoritzat a seguir.

## Fugida d'Espanya i exili
A Rico no li va quedar més remei que tornar a Madrid, però en lloc d'assumir d'alguna manera la seva responsabilitat per haver fugit, es va asilar a l'Ambaixada de Mèxic, fugint poc després de nou cap a València amagat en el maleter del Nili, banderiller de Juan Belmonte, des d'on va aconseguir embarcar cap a Amèrica. El dia 13 es va constituir el nou ajuntament, amb Cayetano Redondo al capdavant de l'Alcaldia, juntament amb Julián Besteiro, Rafael Henche (qui va succeir el 1938 a Cayetano Redondo) i Wenceslao Carrillo Alonso.
Va morir en l'exili on va escriure un breu llibre sobre la bandera republicana, Roja, amarilla y morada, publicat el 1950 a Buenos Aires per les Edicions d'Informació i Propaganda de la República Espanyola.

## Reconeixements
Rient-se de la seva obesitat, els republicans van posar el seu nom al panxut avió canadenc Grumman G-23. L'Ajuntament de Madrid li ha dedicat el carrer de Pedro Rico, paral·lela a la M-30 (que és anomenada en aquest tram avinguda de la Il·lustració).